# Haldis

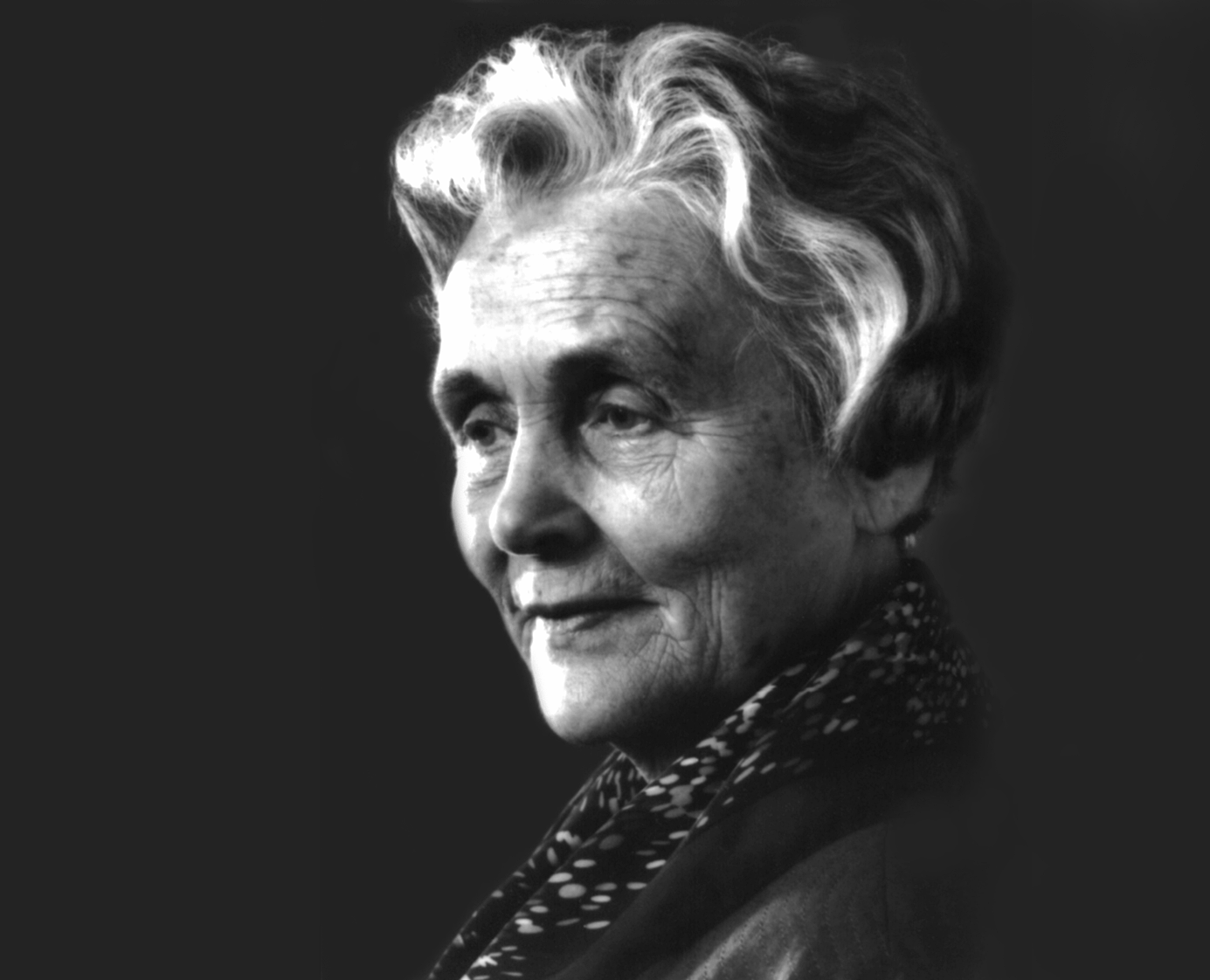
Halldis Moren Vesaas

Haldis eller Halldis är ett fornnordiskt kvinnonamn sammansatt av orden hallr (häll, sten) och dis (ödesgudinna). Det äldsta belägget i Sverige är från år 1897.
Den 31 december 2014 fanns det totalt 191 kvinnor folkbokförda i Sverige med namnet Haldis eller Halldis, varav 100 bar det som tilltalsnamn.
Namnsdag: saknas (1986-1992: 20 februari)

## Personer med namnet Haldis eller Halldis
- Halldis Moren Vesaas, norsk författare